# 11351 Leucus
11351 Leucus eller 1997 TS25 är en trojansk asteroid i Jupiters lagrangepunkt L4. Den upptäcktes 12 oktober 1997 av Beijing Schmidt CCD Asteroid Program vid Xinglong-observatoriet. Den är uppkallad efter Leucus i den grekiska mytologin.
Asteroiden har en diameter på ungefär 34 kilometer.
Den amerikanska rymdsonden Lucy planeras göra en förbiflygning av asteroiden i april 2028.